# ダヴィ・モンクティエ
ダヴィ・モンクティエ（David Moncoutié、1975年4月30日- ）は、フランス、プロヴァン出身の自転車競技選手。

## 経歴
1997年より引退年まで一貫してまでコフィディスに在籍。
2002年のツール・ド・フランスでは総合13位に入る健闘。
2004年
- ツール・ド・フランス第11ステージにおいて、フアン・アントニオ・フレチャ、エゴイ・マルティネスらを退けて勝利。

2005年
- ツール・ド・フランス第12ステージにおいて、サンディ・カザール以下を破って勝利している。

山岳巧者であり、パリ〜ニースでは、2005年、2006年と山岳賞を獲得。
その後、健康問題に悩まされ、ホメオパシー（同種療法）による代替治療を施した。そのため、2007年シーズンはほぼ棒に振った形となった。
2008年
- ブエルタ・ア・エスパーニャ。第8ステージにおいて、アルベルト・コンタドール、アレハンドロ・バルベルデらの区間2位争いを尻目に快勝。続く第9ステージにおいて、山岳賞部門でトップに立ち、そのまま最後まで守りきって獲得。また総合8位と健闘した。

2009年
- ブエルタ・ア・エスパーニャでも、2位以下を圧倒し、2年連続の山岳賞を獲得。また、第13ステージを制した。

2010年
- ルート・デュ・スュド総合優勝
- ブエルタ・ア・エスパーニャ
  -  ホセ・マリア・ヒメネス（1997年から1999年まで）以来となる3年連続の山岳賞を獲得。
  - 第8ステージ制覇
  - 総合14位に入った。

2011年
- ツール・メディテラネアン 総合優勝
- ツール・ド・レン 総合優勝
- ブエルタ・ア・エスパーニャ
  -  4年連続で山岳賞を獲得
  - 第11ステージ区間優勝